# Andrzej Piaseczny
Andrzej Tomasz Piaseczny, znany także jako Piasek (ur. 6 stycznia 1971 w Pionkach) – polski piosenkarz, autor tekstów i osobowość telewizyjna.
Członek Akademii Fonograficznej ZPAV. W latach 1992–1997 wokalista zespołu Mafia, z którym wydał trzy albumy studyjne: Mafia (1993), Gabinety (1995) i FM (1996). Od 1998 artysta solowy, wydał dziesięć albumów studyjnych: Piasek (1998), Popers (2000), Andrzej Piaseczny (2003), Jednym tchem (2005), 15 dni (2008), Spis rzeczy ulubionych (2009), To co dobre (2012), Kalejdoskop (2015), O mnie, o tobie, o nas (2017) i 50/50 (2021) oraz W blasku światła (2011) ze Stanisławem Sojką, Zimowe piosenki (2012) z Sewerynem Krajewskim i Jeszcze zanim święta (2023) z Kacprem Dworniczakiem, a także album koncertowy Na przekór nowym czasom – live (2009). Za sprzedaż albumów odebrał dwie podwójnie platynowe płyty, sześć platynowych i jedną złotą. Do jego największych przebojów należą piosenki: „Budzikom śmierć” i „Prawie do nieba” (nagrane z Robertem Chojnackim), „Z głębi duszy”, „I jeszcze...”, „Chodź, przytul, przebacz”, „Rysowane tobie” i „Śniadanie do łóżka”.
Laureat czterech Superjedynek, Wiktora, Fryderyka, Telekamery i Eska Music Award. Zdobywca drugiego miejsca na Festiwalu Piosenki Krajów Nadbałtyckich w 1999. Reprezentant Polski w 46. Konkursie Piosenki Eurowizji (2001).
W latach 1997–2010 grał Kacpra „Górniaka” Złotopolskiego w serialu TVP2 Złotopolscy. Użyczył głosu jednej z postaci filmu animowanego Magiczny miecz – Legenda Camelotu. Był kapitanem jednej z drużyn w programie Bitwa na głosy, trenerem w kilku edycjach The Voice of Poland i The Voice Senior oraz jurorem w dwóch edycjach programu Dancing with the Stars. Taniec z gwiazdami.
Obiektem zainteresowania mediów przez większość kariery Piasecznego jest jego życie prywatne. W 2021 publicznie oznajmił, że jest gejem, czym potwierdził pojawiające się w prasie sugestie na temat jego homoseksualnej orientacji.

## Życiorys

### Wczesne lata
Urodził się 6 stycznia 1971 w Pionkach, jest synem nauczycielki biologii i pracownika zakładów chemicznych. Ma dwoje rodzeństwa, starszego o cztery lata brata Krzysztofa i młodszą o dziewięć lat siostrę Barbarę. Będąc uczniem Szkoły Podstawowej nr 1 im. Stefana Żeromskiego w Pionkach, należał do szkolnego zespołu Cavatina, prowadzonego przez Janusza Górskiego, z którym uczestniczył w festiwalach piosenki harcerskiej.
Ukończył naukę w klasie o profilu biologiczno-chemicznym w Liceum Ogólnokształcącym im. Marii Dąbrowskiej w Pionkach, a po zdaniu matury w 1989 podjął studia na kierunku „wychowanie muzyczne” na Wydziale Pedagogicznym Wyższej Szkoły Pedagogicznej im. Jana Kochanowskiego w Kielcach, które ukończył w 1996. W trakcie studiów pracował na farmie w Szwecji oraz rozpoczął naukę gry na fortepianie, gitarze i flecie.

### Lata 90.
W 1992 zwyciężył w Ogólnopolskim Młodzieżowym Przeglądzie Piosenki we Wrocławiu, dzięki czemu został zakwalifikowany do udziału w koncercie „Debiutów” na 29. Krajowym Festiwalu Piosenki Polskiej w Opolu. Wkrótce został wokalistą zespołu Mafia, z którym w listopadzie 1993 wydał pierwszy album studyjny, również zatytułowany Mafia. W lutym 1995 wydał z Mafią album pt. Gabinety. Pozostając członkiem Mafii, nawiązał współpracę z saksofonistą Robertem Chojnackim, który początkowo zaproponował mu napisanie tekstów do piosenek na jego debiutancki album, następnie – nagranie wersji demo utworów, a ostatecznie także właściwych partii wokalnych na płycie. Wydany w grudniu 1995 album pt. Sax & Sex promowali utworami „Budzikom śmierć”, „Prawie do nieba” i „Niecierpliwi”, które stały się przebojami. Za album uzyskali certyfikat dwukrotnej platynowej płyty. W ramach promocji albumu, w kwietniu i maju 1996 odbył trasę koncertową z Chojnackim. Mimo sukcesu komercyjnego płyty odmówił nagrań kolejnego albumu z Chojnackim i zakończył współpracę z muzykiem w atmosferze konfliktu wywołanego m.in. kwestiami finansowymi (za nagranie piosenek z pierwszej płyty otrzymał honorarium w wysokości 7 tys. złotych). Również w 1996 wydał z Mafią album pt. FM, a w 1997 nagrał z zespołem piosenkę „Wolność w nas” na potrzeby ścieżki dźwiękowej do filmu Macieja Ślesickiego pt. Sara. Wkrótce odszedł z Mafii, by kontynuować karierę solową.
14 stycznia 1998 wydał debiutancki, solowy album pt. Piasek, który promował singlami „Mocniej” i „Jeszcze bliżej”, notowanymi na listach przebojów Polskiego Radia, a także piosenką „Pogodniej (Złoty środek)”, wykorzystaną jako główny motyw muzyczny serialu TVP2 Złotopolscy, w którym występował w roli Kacpra Złotopolskiego od początku emisji aż do zakończenia produkcji, tj. w latach 1997–2010. Również w 1998 wydał singel „Wciąż bardziej obcy”, który nagrał z gościnnym udziałem Jana Borysewicza, a także „Jesteś blisko mnie” i „Znam drogę swą”, które nagrał z Natalią Kukulską na potrzeby polskiej wersji dźwiękowej filmu animowanego Magiczny miecz – Legenda Camelotu. Także w 1998 premierę miała książka biograficzna Piasek. O sobie samym, będąca wywiadem-rzeką z Piasecznym, który przeprowadziła Marta Szelichowska-Kiziniewicz. W 1999, reprezentując Polskę z piosenką „Jeszcze bliżej”, zajął drugie miejsce w finale Festiwalu Piosenki Krajów Nadbałtyckich w Karlshamn, na którym otrzymał także nagrodę publiczności.

### Lata 2000–2009

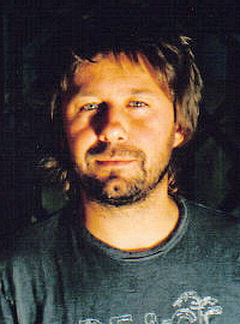
Piaseczny (2007)

16 lutego 2000 wydał drugi solowy album studyjny pt. Popers. W ramach promocji płyty zagrał koncert pod nazwą Piasek i Przyjaciele w Teatrze Polskim w Warszawie. W maju 2001, reprezentując Polskę z utworem „2 Long”, zajął 20. miejsce w finale 46. Konkursu Piosenki Eurowizji w Kopenhadze; w trakcie występu miał na sobie futro, za które otrzymał nieoficjalny tytuł najgorzej ubranego uczestnika konkursu. W 2002 nagrał utwór „Oj Kot” promujący film kostiumowy Andrzeja Wajdy Zemsta oraz został jednym z właścicieli gejowskiego klubu „Soho” w Krakowie.
10 listopada 2003 wydał trzeci solowy album studyjny, zatytułowany po prostu Andrzej Piaseczny, który promował singlami: „Szczęście jest blisko”, „Teraz płacz” i „Jedna na milion”. W 2004 zaśpiewał gościnnie w singlu Krzysztofa Krawczyka „Przytul mnie życie”, uczestniczył w sztafecie z ogniem olimpijskim podczas Letnich Igrzysk Olimpijskich w Atenach, zagrał Andrzeja w filmie Trzymajmy się planu i otrzymał tytuł „Zasłużony dla Miasta Pionki” podczas uroczystości z okazji 50-lecia nadania Pionkom praw miejskich. W 2005 wziął udział w nagraniach płyty pt. Słowa, która zawierała piosenki skomponowane do wierszy Jana Pawła II. 3 września za piosenkę „Z głębi duszy” zdobył główną nagrodę Bursztynowego Słowika podczas Festiwalu w Sopocie. 19 września wydał kolejny album solowy pt. Jednym tchem, za który odebrał certyfikat platynowej płyty. Również w 2005 pojawił się na kolejnym albumie Roberta Chojnackiego pt. Saxophonic oraz wystąpił w programie rozrywkowym Arie z uśmiechem, podczas którego zaśpiewał dwie arie operetkowe: „Dziewczyno Ty moja” i „Usta milczą, dusza śpiewa” z Katarzyną Cerekwicką. W 2007 wystąpił podczas festiwalu TOPtrendy w Sopocie, wziął udział w recitalu Seweryna Krajewskiego pt. Niebo z moich stron podczas 44. Krajowego Festiwalu Piosenki Polskiej w Opolu oraz wystąpił gościnnie w 46. odcinku serialu Niania.
7 kwietnia 2008 wydał kolejny solowy album studyjny pt. 15 dni, który nagrał z okazji 15-lecia działalności artystycznej. Na płycie umieścił najpopularniejsze piosenki w karierze oraz dwie premierowe kompozycje: „Komu potrzebny żal” i „15 dni”. Pod koniec marca 2009 wydał album pt. Spis rzeczy ulubionych z muzyką skomponowaną przez Seweryna Krajewskiego. Płytę promował singlem „Chodź, przytul, przebacz”, który został wyróżniony m.in. w programie muzycznym Hit Generator. 30 listopada wraz z Krajewskim wydał wspólny album koncertowy pt. Na przekór nowym czasom – live.

### Lata 2010–2019

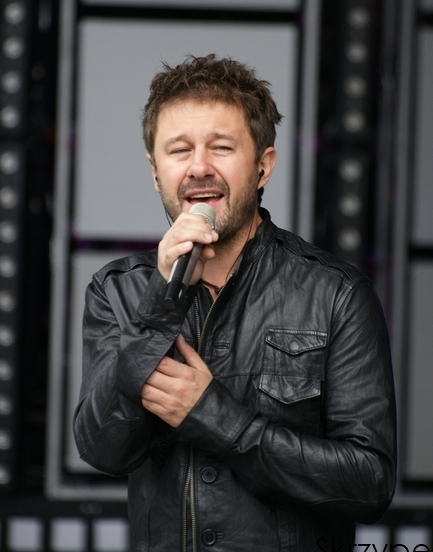
Piaseczny podczas występu na 46. KFPP w Opolu (2009)

W styczniu 2010 odebrał Telekamerę w kategorii Muzyka, a miesiąc później – Złotego Dzioba za album pt. Spis rzeczy ulubionych. Również w 2010 zagrał dyrektora szkoły w improwizowanym spektaklu telewizyjnym Spadkobiercy, a w grudniu zakończono produkcję serialu Złotopolscy, w którym występował od 1997. 15 kwietnia 2011 wspólnie ze Stanisławem Sojką wydał album pt. W blasku światła, na którym znalazła się muzyka Sojki i Seweryna Krajewskiego ilustrująca poematy Karola Wojtyły. Również w 2011 został trenerem w pierwszej edycji programu rozrywkowego The Voice of Poland.
23 stycznia 2012 wydał album pt. To co dobre, który promował singlami: „To co dobre, to co lepsze” i „Z dwojga ciał”. Płyta dotarła do pierwszego miejsca listy OLiS. Również w 2012 zwyciężył z prowadzonym przez siebie chórem z Kielc w finale trzeciej edycji programu TVP2 Bitwa na głosy oraz nagrał z Sewerynem Krajewskim album pt. Zimowe piosenki, który w dniu premiery uzyskała status platynowej płyty. W 2014 wystąpił jako gość muzyczny w finale pierwszej edycji programu telewizji Polsat Dancing with the Stars. Taniec z gwiazdami.
Pod koniec marca 2015 wydał album pt. Kalejdoskop, który nagrał z orkiestrą Metropole Orkest i który promował singlami: „Kalejdoskop szczęścia” i „O sobie samym”. Również 2015 ponownie został trenerem w The Voice of Poland, zasiadając w gronie trenerów szóstej edycji programu. 5 marca 2016 był gościem muzycznym finału krajowych eliminacji do 61. Konkursu Piosenki Eurowizji, a w trakcie koncertu zaśpiewał piosenki „Kalejdoskop szczęścia” i „W świetle dnia” i przebój Edyty Bartosiewicz „Ostatni”. Jesienią 2016 zasiadł w gronie trenerów w siódmej edycji The Voice of Poland.
W 2017 otrzymał tytuł „Honorowego Obywatela Miasta Pionki”, był jednym z trenerów w ósmej edycji The Voice of Poland i wydał album pt. O mnie, o tobie, o nas. Jesienią 2018 współprowadził poranne pasmo Twój dzień z Melo w Meloradiu. W 2019 zasiadał w gronie trenerów w pierwszej polskiej edycji The Voice Senior i powróci ponownie do tej roli w 2025 w kolejnej edycji programu. Wystąpił z matką w jednym z odcinków reality show TVN Starsza pani musi fiknąć.

### Od 2020
W sierpniu 2020 ogłoszono, że będzie jednym z trenerów w drugiej edycji The Voice Senior, którą wyemitowano od stycznia do marca 2021. W 2021 prowadził audycję 50/50 w Meloradiu, wydał album pt. 50/50, którą promował singlami: „Przedostatni” i „Miłość”, zasiadł w jury w 12. edycji programu Polsatu Dancing with the Stars. Taniec z gwiazdami oraz został zwycięzcą tytułu Mężczyzna Roku w plebiscycie magazynu „Glamour”. W 2022 wydał piosenkę oraz teledysk „Ania” do filmu dokumentalnego Ania poświęconemu Annie Przybylskiej, w którym także wystąpił, poza tym ponownie był jurorem w programie Dancing with the Stars. Taniec z gwiazdami, a z okazji 30-lecia telewizji Polsat nagrał utwór „30 lat minęło jak jeden dzień…” powstałego na bazie przeboju Andrzeja Rosiewicza „Czterdzieści lat minęło...” z 1975. W 2023 wraz z Kacprem Dworniczakiem wydał album pt. Jeszcze zanim święta, na którym nagrał swoje interpretacje polskich piosenek świątecznych. Wydawnictwo promował singlem „Zanim święta”. W maju 2024 obchodził jubileusz 30-lecia kariery na Polsat Hit Festiwal, a w listopadzie tego samego roku wydał singel „Piosenka o końcu świata” nagrany z Julią Żugaj.

## Życie prywatne
W latach 90. XX wieku jego partnerką była Mirosława, z którą wziął udział w sesji zdjęciowej dla dwutygodnika „Viva!” i z którą wychowywał jej synów.
Preferencje seksualne Piasecznego były przez wiele lat przedmiotem plotek, w których pojawiały się sugestie o jego dawnym związku z Michałem Pirogiem, jednak przez lata wokalista unikał publicznych deklaracji w tej kwestii, a jego nieliczne wypowiedzi odnoszące się do metod działania ruchu LGBT spotkały się z krytyką polskich przedstawicieli tej społeczności. W maju 2021 przy okazji premiery płyty 50/50 w wywiadzie dla Radia Zet dokonał tzw. coming outu, stwierdzając, że piosenka „Miłość”, której tekst nawiązuje do relacji między dwoma mężczyznami, jest piosenką o nim.
Deklaruje się jako osoba wierząca w Boga.
W 2022 został ambasadorem akcji „Wrocławski Rok Dobrych Relacji”, której celem było zwrócenie uwagi na narastający problem samotności wśród społeczeństwa.

## Dyskografia
- 1998: Piasek
- 2000: Popers
- 2003: Andrzej Piaseczny
- 2005: Jednym tchem
- 2008: 15 dni
- 2009: Spis rzeczy ulubionych
- 2011: W blasku światła (oraz Stanisław Sojka)
- 2012: To co dobre
- 2012: Zimowe piosenki (oraz Seweryn Krajewski)
- 2015: Kalejdoskop
- 2017: O mnie, o tobie, o nas
- 2021: 50/50
- 2023: Jeszcze zanim święta (oraz Kacper Dworniczak)

## Filmografia
| Tytuł                             | Rok       | Rola                                | Uwagi                                                                   | Źródło |
| --------------------------------- | --------- | ----------------------------------- | ----------------------------------------------------------------------- | ------ |
| Złotopolscy                       | 1997–2010 | Kacper Złotopolski / Kacper Górniak | serial telewizyjny, reżyseria: różni reżyserzy                          | [ 2 ]  |
| Magiczny miecz – Legenda Camelotu | 1998      | Garrett (głos, partie wokalne)      | polski dubbing, film animowany, reżyseria dubbingu: Krzysztof Kołbasiuk | [ 2 ]  |
| Gwiazdka w Złotopolicach          | 1999      | Kacper Złotopolski                  | film telewizyjny, reżyseria: Radosław Piwowarski                        | [ 2 ]  |
| Trzymajmy się planu               | 2004      | Andrzej                             | film fabularny, reżyseria: Marcin Sobociński, Maciej Łęgowski           | [ 2 ]  |
| Niania                            | 2007      | on sam (odc. 46)                    | występ gościnny, sitcom, reżyseria: Jerzy Bogajewicz                    | [ 2 ]  |
| Spadkobiercy                      | 2010      | dyrektor szkoły (odc. 34, 128)      | występ gościnny, program telewizyjny, reżyseria: Dariusz Kamys          | [ 2 ]  |

## Nagrody i wyróżnienia
| Rok  | Kategoria                                                      | Nagroda                                                                       | Uwagi      | Źródło |
| ---- | -------------------------------------------------------------- | ----------------------------------------------------------------------------- | ---------- | ------ |
| 1996 | Najlepszy wokalista                                            | Mikrofony Popcornu                                                            | Wygrana    | [ 13 ] |
| 1996 | Najlepszy wokalista                                            | Fryderyk                                                                      | Wygrana    | [ 67 ] |
| 1996 | Idol roku                                                      | Plebiscyt magazynu Machina                                                    | Wygrana    | [ 13 ] |
| 1996 | Najlepszy wokalista                                            | Playbox '96                                                                   | Wygrana    | [ 13 ] |
| 1996 | Najlepszy wokalista                                            | Srebrne Otto '96                                                              | Wygrana    | [ 13 ] |
| 1998 | Najlepszy wokalista                                            | Dance Music Award                                                             | Wygrana    | [ 13 ] |
| 1998 | Najlepszy wokalista                                            | Mikrofony Popcornu                                                            | Wygrana    | [ 13 ] |
| 1998 | Wokalista roku                                                 | Fantastyczność '98                                                            | Wygrana    | [ 13 ] |
| 1998 | Przebój roku                                                   | Fantastyczność '98                                                            | Wygrana    | [ 13 ] |
| 1998 | Fonograficzny debiut                                           | Fryderyk                                                                      | Nominacja  | [ 68 ] |
| 1998 | Album roku – pop (Piasek)                                      | Fryderyk                                                                      | Nominacja  | [ 68 ] |
| 1999 | Najlepszy wokalista                                            | Mikrofony Popcornu                                                            | Wygrana    | [ 13 ] |
| 1999 | Wokalista roku                                                 | Fantastyczność '99                                                            | Wygrana    | [ 13 ] |
| 1999 | Konkurs główny                                                 | Festiwal Piosenki Krajów Nadbałtyckich                                        | 2. miejsce | [ 13 ] |
| 1999 | Nagroda publiczności                                           | Festiwal Piosenki Krajów Nadbałtyckich                                        | Wygrana    | [ 13 ] |
| 2005 | Bursztynowy Słowik                                             | Sopot Festival                                                                | Wygrana    | [ 13 ] |
| 2005 | Przyjaciel Zaczarowanego Ptaszka                               | Fundacja Anny Dymnej „Mimo Wszystko”                                          | Wygrana    | [ 13 ] |
| 2005 | Wykonawca roku                                                 | Złote Dzioby                                                                  | Wygrana    | [ 13 ] |
| 2005 | Wokalista roku                                                 | Fryderyk                                                                      | Nominacja  | [ 69 ] |
| 2006 | Autor roku                                                     | Fryderyk                                                                      | Nominacja  | [ 70 ] |
| 2008 | Główna nagroda i statuetka (za piosenkę „Chociaż ty”)          | Program w TVP wspierający budowę sztucznego serca – „Serce masz tylko jedno”. | Wygrana    | [ 71 ] |
| 2009 | Artysta roku                                                   | Superjedynki                                                                  | Wygrana    | [ 13 ] |
| 2009 | Przebój roku („Chodź, przytul, przebacz”)                      | Superjedynki                                                                  | Wygrana    | [ 13 ] |
| 2009 | SuperWystęp                                                    | Superjedynki                                                                  | Wygrana    | [ 13 ] |
| 2010 | Muzyka                                                         | Telekamera                                                                    | Wygrana    | [ 13 ] |
| 2010 | Najlepszy album (Spis rzeczy ulubionych)                       | Złote Dzioby                                                                  | Wygrana    | [ 13 ] |
| 2010 | Najlepszy wokalista                                            | Eska Music Awards                                                             | Wygrana    | [ 13 ] |
| 2010 | Koncert TOP (Spis rzeczy ulubionych)                           | TOPtrendy 2010                                                                | Wygrana    | [ 72 ] |
| 2010 | Autor roku                                                     | Fryderyk                                                                      | Nominacja  | [ 73 ] |
| 2010 | Wokalista roku                                                 | Fryderyk                                                                      | Nominacja  | [ 73 ] |
| 2010 | Piosenka roku („Chodź, przytul, przebacz”)                     | Fryderyk                                                                      | Nominacja  | [ 73 ] |
| 2011 | Wokalista roku                                                 | Fryderyk                                                                      | Nominacja  | [ 74 ] |
| 2011 | Muzyka                                                         | Wiktory 2011                                                                  | Wygrana    | [ 75 ] |
| 2013 | Koncert TOP („To co dobre” i „Zimowe piosenki”)                | TOPtrendy2013                                                                 | Wygrana    | [ 71 ] |
| 2015 | Gwiazda Dobroczynności za udział w spocie „Porozmawiaj ze mną” | Gwiazda Dobroczynności za udział w spocie „Porozmawiaj ze mną”                | Wygrana    | [ 71 ] |
| 2015 | Złoty Mikrofon Made in Kielce                                  | Mikrofony Made in Kielce                                                      | Wygrana    | [ 76 ] |
| 2016 | Superalbum (Kalejdoskop szczęścia)                             | Superjedynki                                                                  | Wygrana    | [ 77 ] |
| 2021 | Mężczyzna roku                                                 | Kobieta Roku „Glamour”                                                        | Wygrana    | [ 78 ] |